# IEEE Spectrum
IEEE Spectrum — ежемесячный журнал, издаваемый Институтом инженеров электротехники и электроники (англ. Institute of Electrical and Electronics Engineers — IEEE). Официальное описание журнала:
Журнал «IEEE Spectrum», флагманская публикация IEEE, исследует развитие, применение и последствия внедрения новых технологий. Он предвосхищает тенденции в области машиностроения, науки и техники, а также служит форумом для понимания, обсуждения и руководства в этих областях.
Журнал «IEEE Spectrum» читает более 385 000 инженеров по всему миру, что делает его одним из ведущих научных и инженерных журналов в мире. Тематика журнала охватывает широкий круг технических проблем и достижений компьютерной техники, средств связи и электроники. Как и в стандартных журналах, статьи «IEEE Spectrum» пытаются сделать доступными для неспециалистов, хотя предполагается их инженерное образование. Материалы журнала пользуются авторитетом и часто цитируются другими изданиями.
Журнал «IEEE Spectrum» имеет свой официальный веб-сайт spectrum.ieee.org, на котором публикуются как материалы из бумажного журнала, так и эксклюзивные материалы.
Первый номер «IEEE Spectrum» вышел в 1964 году, а сам журнал стал преемником журнала «Electrical Engineering».
В 2010 году «IEEE Spectrum» получил награду Utne Independent Press Award for Science/Technology Coverage от журнала Utne Reader.

## Внешние ссылки
- spectrum.ieee.org (англ.) — официальный сайт журнала «IEEE Spectrum»
- About IEEE Spectrum